# 第5補給大隊 (フランス軍)
第5補給大隊（だいごほきゅうだいたい、5e bataillon du Matériel：5e BMAT）は、ヴァール県ドラギニャンに駐屯する、第2後方支援旅団隷下のフランス陸軍の後方支援大隊である。
兵種は輜重など、伝統的区分は輜重兵である。

## 沿革
- 1982年：第5補給連隊が編制される。
- 1994年：解隊される。
- 1999年：再編制される。
- 2005年：第5補給大隊に改編される。

## 最新の部隊編成
- 大隊本部
- 本部管理中隊
- 第1中隊 - （ボナパルト宿営地）
- 第11総合整備中隊
- 第12備蓄・調達グループ
- 第13総合整備中隊 - （Carpiagne駐屯地）
- 移動修理小隊 - （Canjuers駐屯地）
- 誘導火器整備小隊 - （54eRa直属、Hyères駐屯地）

## 任務
- 大隊は、第1線部隊に対する補給支援をおこなう。
- 各派遣先において、技官と軍人が協力して高度な自動車整備や軍用品整備及び電子機器等の整備を行い、連隊の隊員に対して専門的な知識の普及にあたる。

### 定員
大隊は約500名からなり、軍人200名、軍属300名で構成される。

## 主要装備
- GIAT BM92-G1
- FA-MAS
- P4
- TRM 2000
- TRM 4000
- TRM 10000
- GBC 180